# Ludwig Wilhelm Seidel

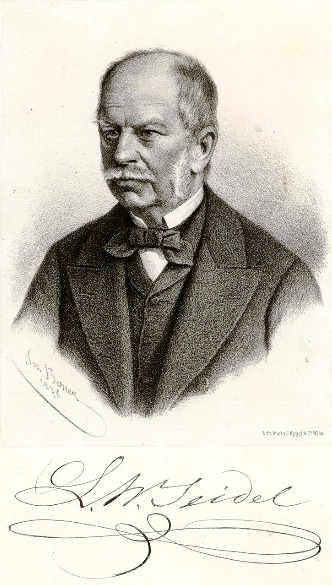
Ludwig Wilhelm Seidel

Ludwig Wilhelm Seidel (* 18. Juni 1802 in Weimar; † 26. Mai 1894) war ein österreichischer Buchhändler und Verleger.

## Biografie
Er wurde als der jüngste Sohn des Rentamtmannes Philipp Seidel, eines Dieners und Vertrauten Johann Wolfgang von Goethes, geboren. In Weimar besuchte er auch das Gymnasium.
Nach dem Tod des Vaters wählte er den Buchhandel als Beruf. Seine Lehrzeit begann er 1821 bei Friedrich Fleischer in Leipzig. Danach wurde er zum Militärdienst nach Weimar zurückberufen, wo er die Ausbildung bei in der Hoffmannschen Buchhandlung beendete.
1824 reiste er nach Paris, wo er ein Jahr bei Ponthier & Co. tätig war. Anschließend arbeitete er bis 1833 in Wien bei Carl Gerold. In diesem Jahr übernahm er gemeinsam mit Carl Winiker die Haller’sche Buchhandlung in Brünn unter der Firma Seidel & Co. Bald nahm dieses Geschäft einen derartigen Aufschwung, dass es als die erste Sortimentsbuchhandlung Mährens galt. In dieser Zeit trat Wilhelm Braumüller als stiller Gesellschafter in das Unternehmen ein.
1836 kauften Seidel und Braumüller gemeinsam die Buchhandlung der Witwe Edle von Mösle in Wien, während das Brünner Geschäft 1841 von Carl Winiker allein übernommen wurde. Durch die damaligen schwierigen Verhältnisse wurde es erst 1841 möglich, die Firma Braumüller und Seidel zu protokollieren; bald darauf war das Geschäft den besten Wiener Firmen ebenbürtig. Im Jahr 1848 erfolgte die Trennung der zwölfjährigen Zusammenarbeit: der Verlag wurde geteilt und Seidel gründete ein eigenes Geschäft am Graben in Wien.
Das Verlagsgeschäft entwickelte sich zunehmend. Der Militärverlag wurde bald zur Hauptrichtung der Firma L. W. Seidel. Sie wurde schließlich zum führenden Militärverlag Österreich-Ungarns. Ab 1857 wurden sämtliche Verlagsartikel in der eigenen Druckerei gedruckt.
1861 trat der älteste Sohn Ludwig als Teilhaber in die Firma ein, die seitdem unter der Firma L. W. Seidel u. Sohn fortgeführt wurde. Im Jahre 1886 wurde den Inhabern der Firma der Titel eines  k.u.k. Hofbuchhändlers verliehen. Der Gründer des Geschäftes starb am 26. Mai 1894 mit 92 Jahren. Sein Sohn Ludwig starb am 13. April 1900. Der Enkel L. W. Seidels Heinrich Tachauer, Prokurist seit dem 1. Januar 1892 und öffentlicher Gesellschafter seit dem 11. Dezember 1896, führte das Geschäft nach dem 10. Oktober 1900 als alleiniger Inhaber der Firma weiter. Die Druckerei wurde 1883 an Kreisel und Gröger verkauft.